# Скотт, Хью Стоуэлл
Хью Стоуэлл Скотт (англ. Hugh Stowell Scott, 9 мая 1862 — 19 ноября 1903), псевдоним Генри Сетон Мерриман (англ. Henry Seton Merriman) — английский писатель.

## Биография
Работал страховщиком в Lloyd’s of London, затем начал путешествовать и писать романы, многие из которых пользовались популярностью. Скотт посетил Индию в качестве туриста в 1877—1878 годах и составил там свой роман «Флотзам» (1896). Он был заядлым путешественником, многие из его путешествий он совершил со своим другом и коллегой-писателем Стэнли Дж. Вайманом. Женился на Этель Фрэнсис Холл (англ. Ethel Frances Hall) (1865—1943) 19 июня 1889, детей у них не было. Умер от воспаления аппендицита в 1903 в возрасте 41 года, оставил 5000 фунтов стерлингов в своём завещании для Эвелин Беатрис Холл, своей невестке и коллеге-писателю, наиболее известной благодаря биографическому произведению «Друзья Вольтера», объяснив это как «знак моей благодарности за её постоянную помощь и литературные советы, без которых я никогда не смог бы зарабатывать на жизнь своим пером». Его самый известный роман «Сеятели» выдержал тридцать британских изданий, в 1916 был снят немой фильм «The Sowers».